# Уоллі Ширра
Уоллі Ширра (12 березня 1923 року, Хакенсаку, штат Нью-Джерсі — 3 травня 2007 року, Сан-Дієго, Каліфорнія) — американський військово-морський льотчик, льотчик — випробувач і астронавт НАСА. У 1959 році він став одним із перших семи космонавтів, обраних для проєкту «Меркурій», що було першою спробою Сполучених Штатів вивести людей у космос.

## Біографія
Ширра народився 12 березня 1923 року в Хакенсаку, штат Нью-Джерсі, у сім'ї авіаторів. Його бабуся та дідусь по батьківській лінії були з Баварії та Швейцарії, і мали сардинське походження (точніше з Гіларци). Батько Ширри, Вальтер М. Ширра-старший, який народився у Філадельфії, під час Першої світової війни приєднався до Королівських ВПС Канади і здійснював бомбардування та розвідувальні місії над Німеччиною. Після війни він виступав на окружних ярмарках у Нью-Джерсі. Мати Ширри, Флоренція Шилліто, їздила на гастролі з чоловіком і виконувала трюки.
Ширра-молодший виріс в Ораделлі, штат Нью-Джерсі, де він відвідував початкову школу і був скаутом. Він закінчив середню школу в Енглвуді, штат Нью-Джерсі, у червні 1940 року та вступив до інженерного коледжу (нині Нью-Джерсійський технологічний інститут, штат Нью-Джерсі), де брав участь у навчальному корпусі офіцерів запасу. У грудні 1941 р. Ширра вирішив подати заявку в академію обслуговування. Батько заохочував його подати документи до Вест-Пойнт, але він вирішив вступити до військово-морської академії США. Ширра отримав ступінь бакалавра наук у 1945 році через три роки замість чотирьох, оскільки Військово-морська академія мала прискорений навчальний план.

### Особисте життя
Незабаром після приходу у військовий флот Ширра почав зустрічатися з Джозефіною Кук «Джо» Фрейзер (1924—2015). Ширра і Фрейзер одружилися 23 лютого 1946 року. У них було двоє дітей — Вальтер М. та Сюзанна, 1950 та 1957 р. н. Джо Ширра померла 27 квітня 2015 року у 91 рік. Ширра помер 3 травня 2007 року від серцевого нападу під час лікування раку шлунку в лікарні Скріппс Грін (в даний час Центр серця в Скріппсі) у Сан-Дієго, Каліфорнія. Йому було 84 роки :10–13.
22 травня на Національному кладовищі Форт Роусекранс у Каліфорнії відбулася панахида за Ширрою. Церемонія завершилась салютом із трьома залпами та естакадою трьох F/A-18. Ширра був кремований, а його прах був розсіяний у морі 2008 року. Церемонія поховання на морі відбулася на борту NimitzНіміца авіаносець USS Рональда Рейгана та його прах звільнив командир Лі Акстелл, CHC, USN, капелан командування на борту.

## Військова служба

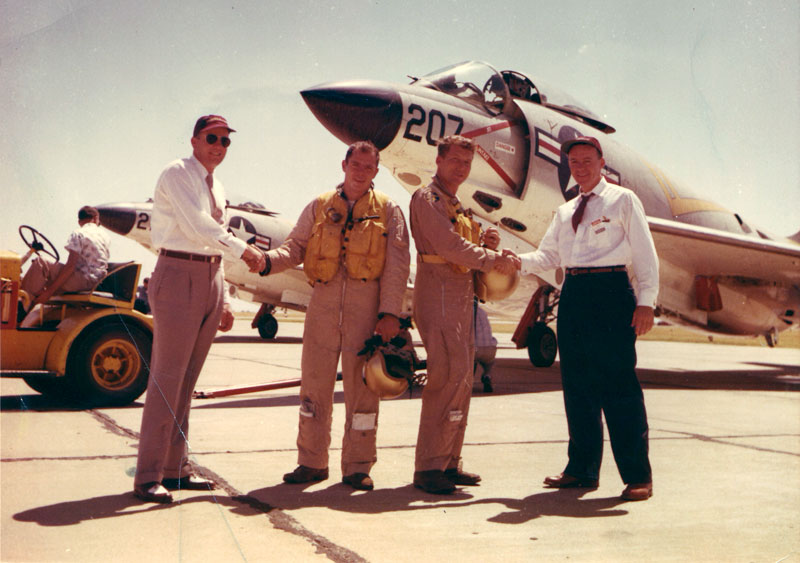
Ширра (2-й справа) та начальник проектування літаків McDonnell, Дейв Льюїс (близько 1958)

Після закінчення Військово-морської академії Ширра був призначений прапорщиком у ВМС США 6 червня 1945 року. Ширра служив в останні місяці Другої світової війни на борту великого крейсера «Аляска». Після капітуляції Японії Ширра повернувся до Америки, де «Аляска» була виведена з експлуатації. Він прибув у Цінтао і поступив на десантний корабель. Після повернення з Китаю Ширра розпочав навчання на військово-морській авіаційній станції Пенсакола, штат Флорида.
Закінчивши навчання, Ширра в 1948 році і приєднався до винищувальної ескадрильї 71 (VF-71) в Квонсет-Пойнт, Род-Айленд. Ширра служив у Середземному морі на борту авіаносця USS перед корейською війною в червні 1950 року. Він подав заявку на програму обміну з ВПС США для набуття бойового досвіду, був обраний для участі в програмі та навчений літати на F-84 Thunderjet. :21–27
Спочатку Ширра був направлений у 154-ту ескадрильєю винищувачів-бомбардувальників на ВПС Ітадзуке в Японії, потім він виконував місію у Південній Кореї. Коли американські війська просувалися на північ, ескадра була переназначена на базу в Тегу. За вісім місяців Ширра здійснив 90 бойових завдань і збив два МіГ-15.
Завершивши тур у Кореї, Ширра став пілотом-випробувачем на морській випробувальній станції бойових дій у штаті Каліфорнія. На озері Чайна він випробував різні системи озброєння, в тому числі став першим пілотом, який літав і стріляв ракетою Sidewinder. Він був призначений на військово-морську авіаційну станцію Мірамар для тестування найновішого реактивного винищувача ВМС — F7U Cutlass. Після дислокації в Азію на борту авіаносця USS Лексінгтон та навчання з авіаційної безпеки в Університеті Південної Каліфорнії, Ширра був прийнятий до американської школи морських пілотів-випробувачів у 1958 р. :33–43
Уоллі Ширра був членом 20 класу в Школі пілотів морських випробувань, разом із майбутніми колегами-астронавтами Джимом Ловеллом та Пітом Конрадом він навчився літати на численних літаках, включаючи F4D Skyray, F11F Tiger та F8U Crusader. Ширра став пілотом-випробувачем на Військово-морській авіаційній станції Patuxent River і навчився літати на F4H Phantom.
Він був першим астронавтом, який тричі виходив у космос, і єдиним астронавтом, який здійснив політ у програмах «Меркурій», «Джеміні» та «Аполлон». Загалом Уоллі Ширра провів у космосі 295 годин 15 хвилин. Після «Аполлона-7» він пішов у відставку як капітан ВМС США, а також НАСА, згодом став консультантом CBS News у висвітленні мережі наступних рейсів «Аполлона».
3 жовтня 1962 року він здійснив політ у рамках шестиорбітальної дев'ятигодинної місії «Меркурій-Атлас 8» на космічному кораблі, який прозвав «Сігма 7». На момент своєї місії Ширра став п'ятим американцем і дев'ятою людиною, котра здійснила вихід у космос. У програмі «Джеміні» з двома людьми він здійснив перше космічне побачення, утримуючи станцію свого космічного корабля « Джеміні-6A» на відстані 1 фут (30 см) сестринського корабля «Джеміні-7» у грудні 1965 року. У жовтні 1968 року він командував « Аполлоном-7» — 11-денним випробуванням на низькому рівні орбіти Землі з використанням командно-службового модуля «Аполлон» із трьох осіб і першим запуском екіпажу програми «Аполлон»

## Кар'єра НАСА

### Проєкт Меркурій

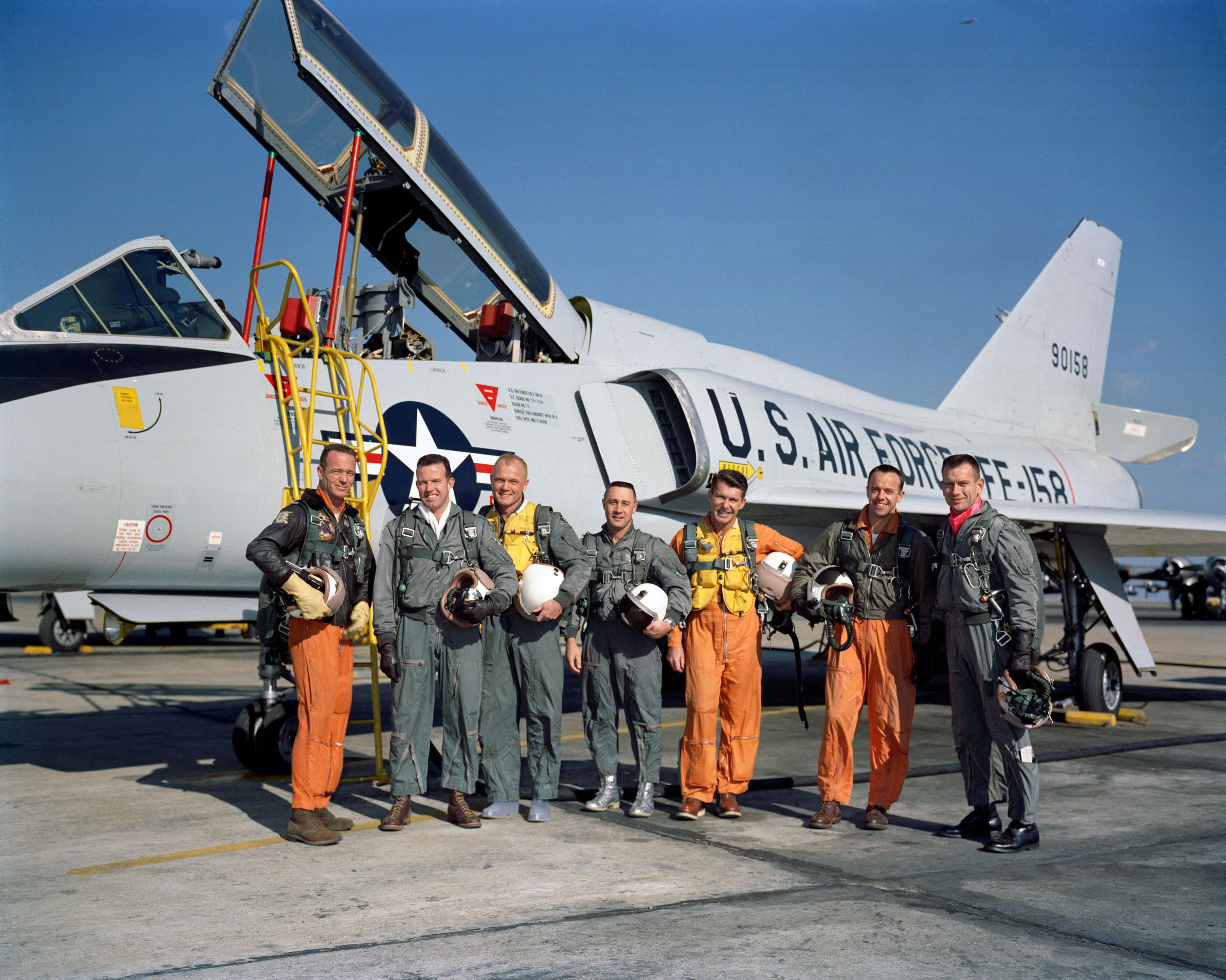
Ширра (3-й справа) з колегами по Меркурію (1961)

У лютому 1959 р. Ширра був одним із 110 військових льотчиків-випробувачів, обраних командуючими офіцерами кандидатами до новоствореного проєкту «Меркурій» Національної аеронавтики та космосу, першої програми космічних польотів США. Після кількох раундів випробувань Ширра у числі семи космонавтів був відібраний для участі в нолвому проєкті у квітні 1959 р. :46, 57–63 Під час розробки програми сферами відповідальності Ширри були системи життєзабезпечення та льотний костюм під тиском. Крім того Ширра працював разом із Джоном Гленном у розробці капсул. Ширра спочатку був призначений резервним резервуаром Деке Слейтона для другого орбітального польоту «Меркурія», але був замінений Карпентером, коли Слейтон був заземлений. Натомість Ширра був призначений на третій орбітальний політ:65, 75–76.
О 7:15 3 жовтня 1962 р. ранку Ширра піднявся на борт свого польоту «Меркурій», названого «Сигма-7». Після незначного відхилення траєкторії на початку польоту «Сигма-7» досягла орбіти. Потрапивши на орбіту, Ширра продемонстрував маневрування своїм космічним кораблем за допомогою системи управління. Після проблем із навігацією під час місії Карпентера Aurora 7, NASA та Schirra зосередилися на інженерних та людських факторах при ручному керуванні капсулою. Ширра повідомив про підвищення температури костюму, яка досягла найвищої позначки до 32 °C (90 °F), перш ніж він зміг відрегулювати систему охолодження костюма вручну. Закінчивши випробування космічних кораблів Ширра перевірив здатність використовувати елементи керування в середовищі з нульовою гравітацією без зору. Протягом своєї місії Ширра продемонстрував здатність виступати в якості резервної копії автоматичного управління та керувати космічним кораблем вручну. Після повернення Ширри до США його та його сім'ю запросили 16 жовтня до Овального кабінету Білого дому для зустрічі з президентом Кеннеді.

### Проєкт «Джеміні»

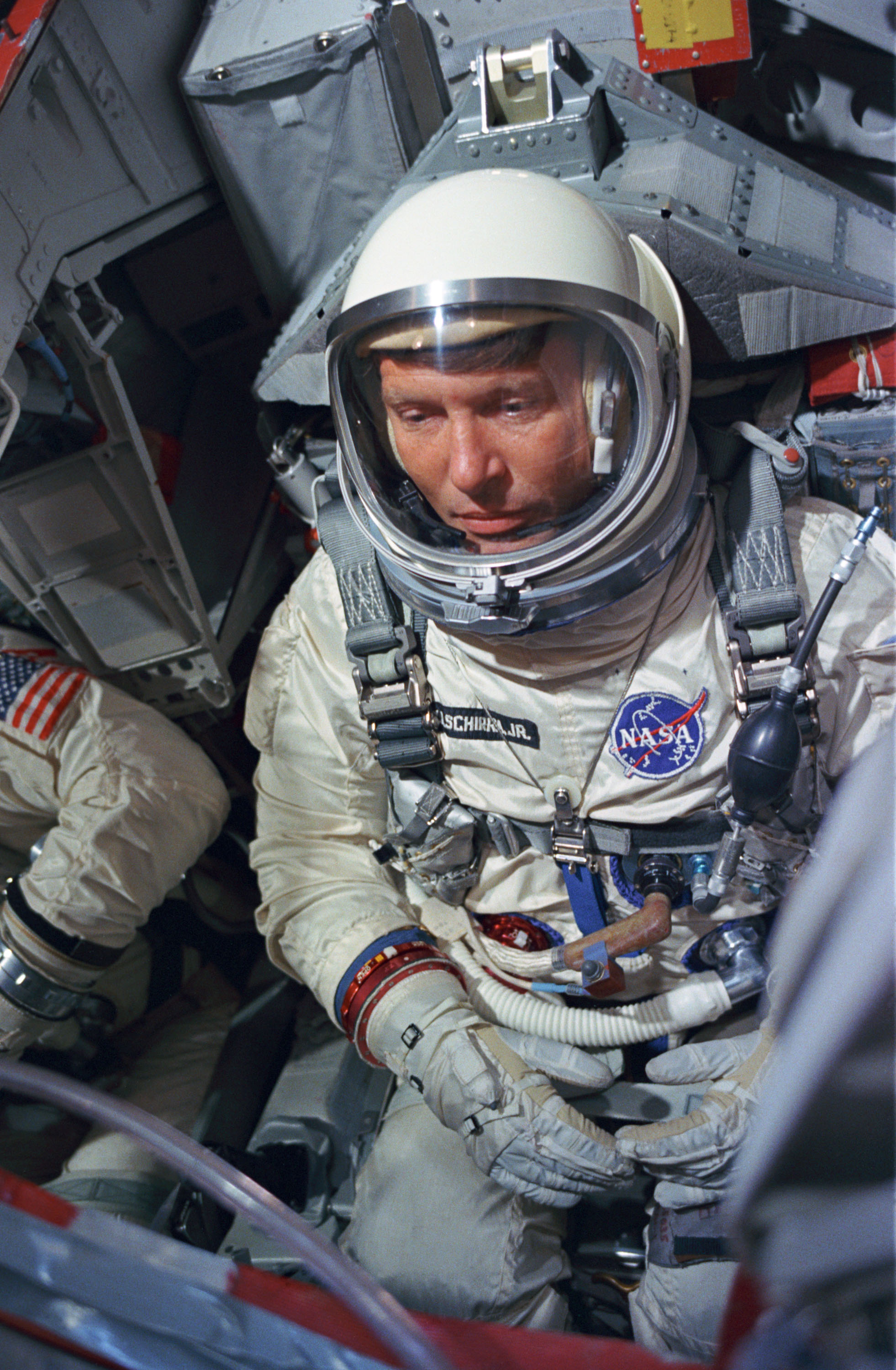
Уоллі Ширра під час симуляції тренувань «Джеміні-6» (1965)

На початку програми «Джеміні» Алану Шепарду було призначено командувати «Джеміні-3» з пілотом Томом Стаффордом, але їх замінила резервна бригада після того, як у Шепарда діагностували хворобу Меньєра — розлад внутрішнього вуха. Ширра та Стаффорд стали резервним екіпажем для нового екіпажу «Джеміні-3», Гуса Гриссома та Джона Янга, а згодом були призначені для первинного екіпажу «Джеміні-6». Спочатку «Джеміні-6» планував здійснити першу орбітальну стиковку з цільовою машиною. Автомобіль «Агена» вибухнув незабаром після зльоту 25 жовтня 1965 року, тоді як Ширра і Стаффорд чекали на своєму космічному кораблі, щоб піднятися. 4 грудня 1965 р. «Джеміні-7» вилетів, щоб розпочати свою двотижневу місію. «Джеміні-6A» готувався до запуску 12 грудня, але його двигуни вимкнулися менше ніж через дві секунди після займання. Незважаючи на протоколи, що вимагають астронавтів викинутися з космічного корабля у разі відключення двигуна, Ширра вирішив не активувати своє катапультне сидіння для ракетних двигунів і Стаффорда, врятувавши їх як від ймовірних травм, так і від подальшої затримки та можливої відміни місії. «Джеміні-6A» вилетів 15 грудня та успішно провів зустріч із «Джеміні-7» після п'яти годин польоту. Два космічні кораблі маневрували з точністю до один від одного і утримували станцію протягом 5 годин.

### Програма «Аполлон»

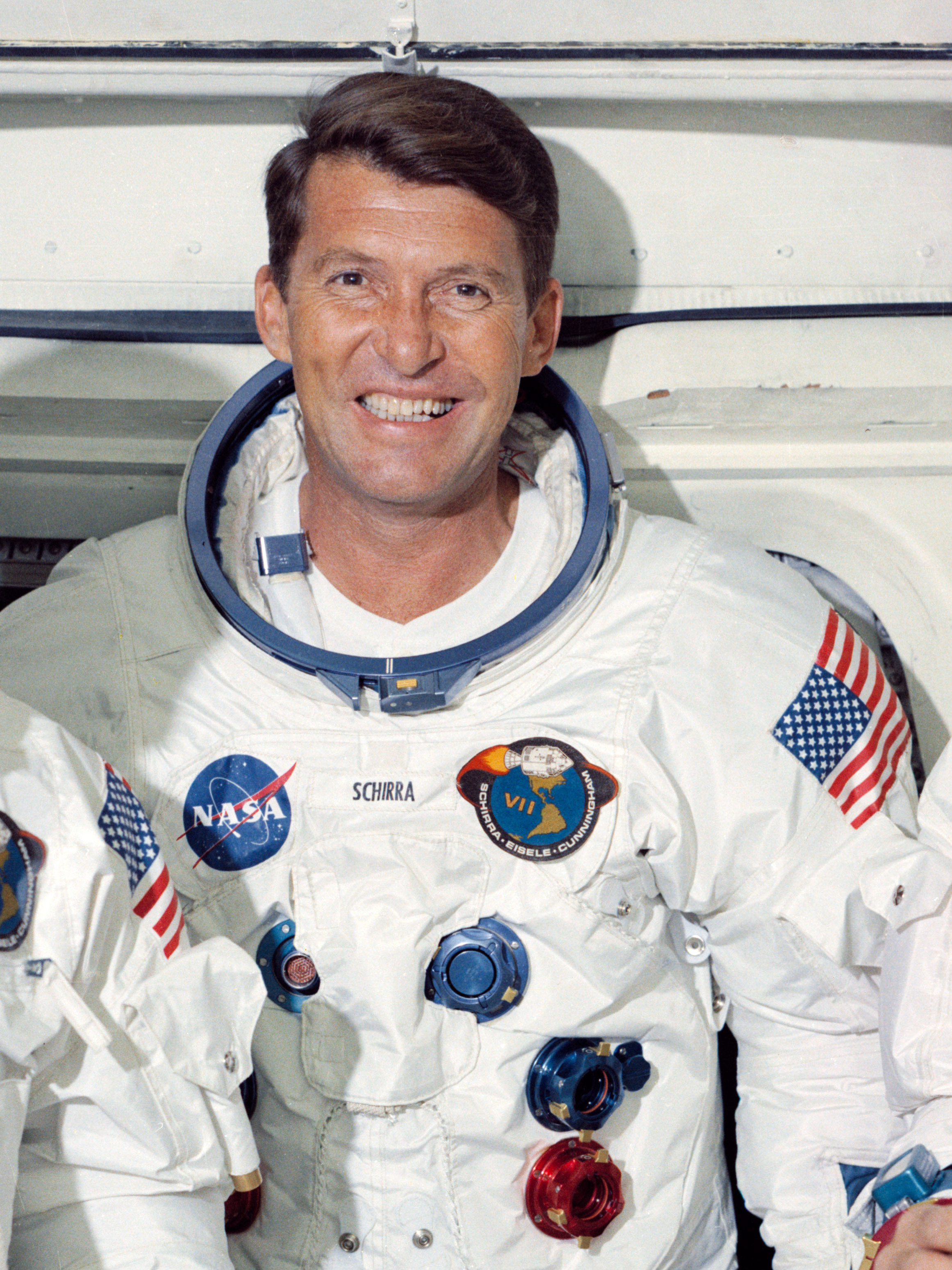
Ширра на посаді командира екіпажу «Аполлон-7» (1968)

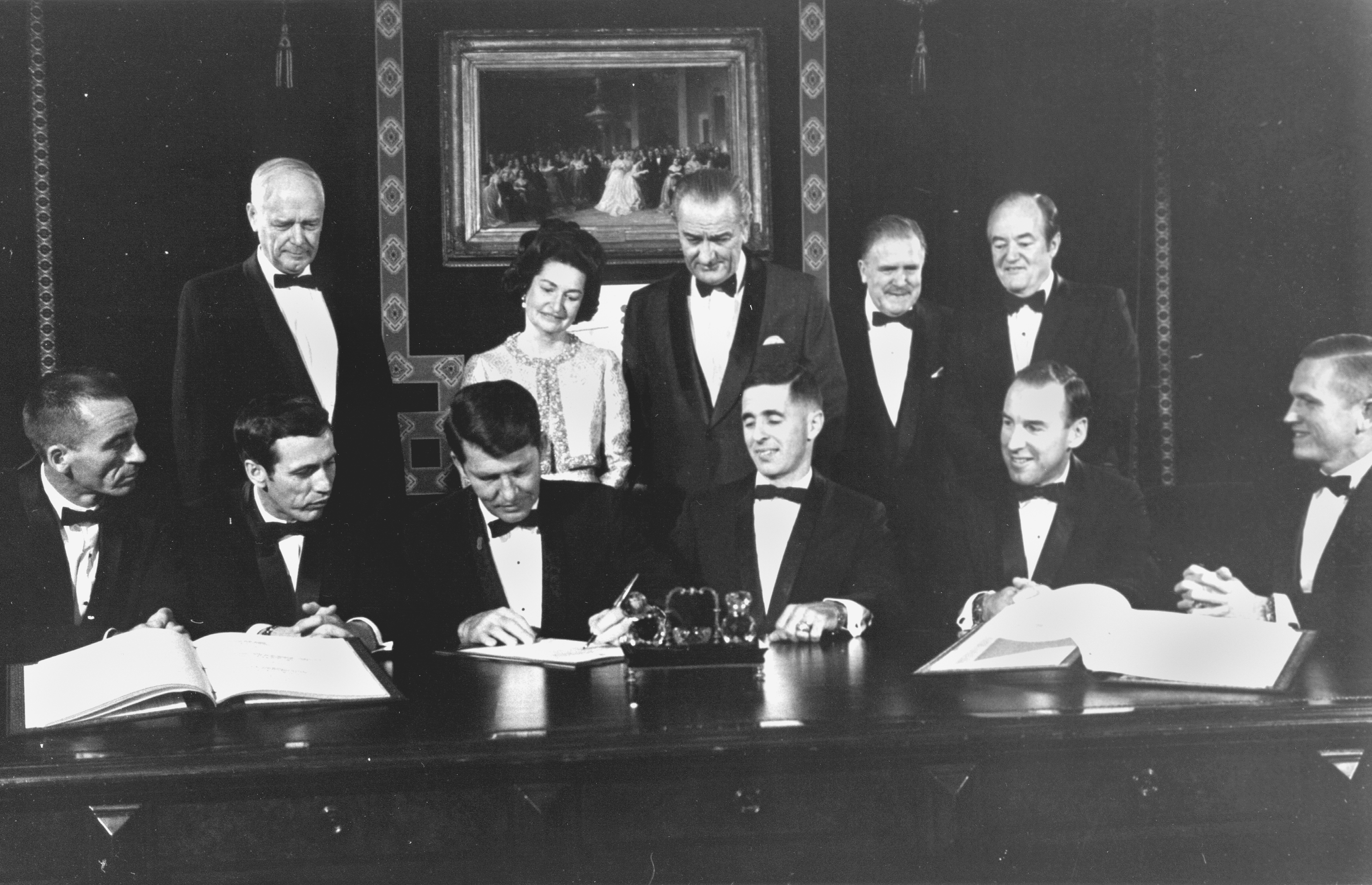
Ширра (сидить 3-й ліворуч), підписуючи пам'ятний документ, зі своїми членами екіпажу «Аполлон-7», екіпажем «Аполлон-8», Чарльзом Ліндбергом, першою леді Бердом Джонсон, президентом Джонсоном, адміністратором НАСА Веббом та віцепрезидентом Хамфрі (1968).

У середині 1966 року Уоллі Ширра був призначений командиром екіпажем «Аполлона» з трьох осіб із Дон Ф. Ейзеле та Р. Уолтером Каннінгемом для проведення другого льотного випробування командно-службового модуля «Аполлон» із профілем місії, ідентичним Аполлону 1. Ширра виступив проти повторної місії, і його екіпаж став резервним екіпажем Гаса Гриссома, Еда Уайта та Роджера Чаффі. Екіпаж Ширри провів випробування в командному модулі 26 січня 1967 року і був на шляху до Х'юстона наступного дня, коли під час випробувань Гриссом та його екіпаж загинули в пожежі. Екіпаж Ширри став головним екіпажем першого рейсу з екіпажем. Ширра отримав відчуття безпеки завдяки тому, що Гюнтер Вендт, співробітник McDonnell Aircraft, був відповідальним за готовність космічного корабля до запуску. Вендт залишався лідером майданчика для решти програм «Аполлон» і «Скайлаб», і залишився разом із НАСА в програмі «Спейс Шаттл» перед тим, як вийти на пенсію :195.
«Аполлон-7» був запущений 11 жовтня 1968 року, завдяки чому Ширра стала першою людиною, яка тричі літала в космос. До запуску він заперечував через сильний вітер, який міг поранити астронавтів протягом першої хвилини місії. Після виходу на орбіту МСМ виконував космічні вправи та стикування із етапом S-4B для імітації отримання Місячного модуля Аполлон. На другий день місії екіпаж провів перші прямі телевізійні знімки, публічно трансльовані зсередини космічного корабля :199–203 .
Під час місії Ширра захворів на застуду в голові, яку передав Ейзеле. Передбачаючи проблеми всередині закритого скафандра, Ширра запропонував Управлінню місії, щоб вони не носили шоломи під час повторного входу. Незважаючи на прохання Кріса Крафта та Діки Слейтон носити шоломи під час повторного входу, Ширра, Ейзеле та Каннінгем відмовились і здійснили повторний вхід без них. «Аполлон-7» висадився на південний схід від Бермудських островів 22 жовтня 1968 р. :206–209
До запуску Аполлона-7 Ширра вирішив піти у відставку після польоту і покинув корпус астронавтів НАСА 1 липня 1969 року. Останнім призначенням Ширри на посаду астронавта було проведення розслідування аварії Місяця для посадки на Місяці Ніла Армстронга, яке він пояснив механічною несправністю. Тоді ж Ширра звільнився з флоту в званні капітана.

## Кар'єра після НАСА
Поєднання протизастійного засобу псевдоефедрину та антигістамінного препарату трипролідину було ліками від застуди на борту місій «Аполлон», призначеними льотним хірургом. Роками пізніше, коли це стало доступним у вільному продажі як Actifed, виробники Actifed найняли Ширру як представника телевізійної комерції, ґрунтуючись на популярності його «Аполлон-7» у космосі.
Під час пізніших місій Аполлона він працював консультантом CBS News з 1969 по 1975 рік. Він приєднався до Уолтера Кронкіта, щоб спільно закріпити мережеве висвітлення семи місій посадки на Місяць, починаючи з «Аполлона-11» (до якого приєднався Артур К. Кларк) і включаючи нещасний «Аполлон-13» :221–223.
Після кар'єри в НАСА Ширра став президентом та директором фінансово-лізингової компанії Regency Investors Incorporated. Він залишив Regency Investors для створення екологічної компанії та працював головою та генеральним директором компанії з 1970 по 1973 рік. Компанія об'єдналася з SERNCO Incorporated у 1973 році. Ширра розпочав роботу заступником голови, але пізніше того ж року був обраний головою правління. Він також працював над розробкою нафтопроводу Аляски :218–221 а також був членом дорадчої ради національних парків США в Міністерстві внутрішніх справ з 1973 по 1985 рік.
У січні 1979 року Ширра заснував Schirra Enterprises і працював консультантом до 1980 року. Він працював у консульстві Бельгії в Колорадо та Нью-Мексико з 1971 по 1984 рік і був членом правління кількох корпорацій. Ширра був президентом енергетичної компанії «Прометей» з 1980 по 1981 рік. У 1984 році він був серед астронавтів «Меркурія», які створили Фонд «Меркурій-7», який тепер відомий як Фонд стипендій астронавтів, для присудження стипендій студентам коледжу науки і техніки.

### Письменницька кар'єра
Ширра є співавтором книги «Ми сім 1962 року», де детально викладається підготовка та розвиток програми «Меркурій». Разом із Річардом Н. Біллінгсом Ширра випустив свою автобіографію «Космос Ширри» в 1988 році. У 1995 році він у співавторстві підготував книгу Ризиковані. Він описує п'ять десятиліть військово-морської авіації, включаючи розповіді про бойові польоти у Другій світовій війні, Кореї та В'єтнамі. У 2005 році він був співавтором книги «Реальні космічні ковбої» з Едом Бакбі. Книга є розповіддю про астронавтів «Меркурія-7». Ширра також був автором книги 2007 року «У тіні Місяця», яка стала його останньою авторською роботою.

## Нагороди та відзнаки

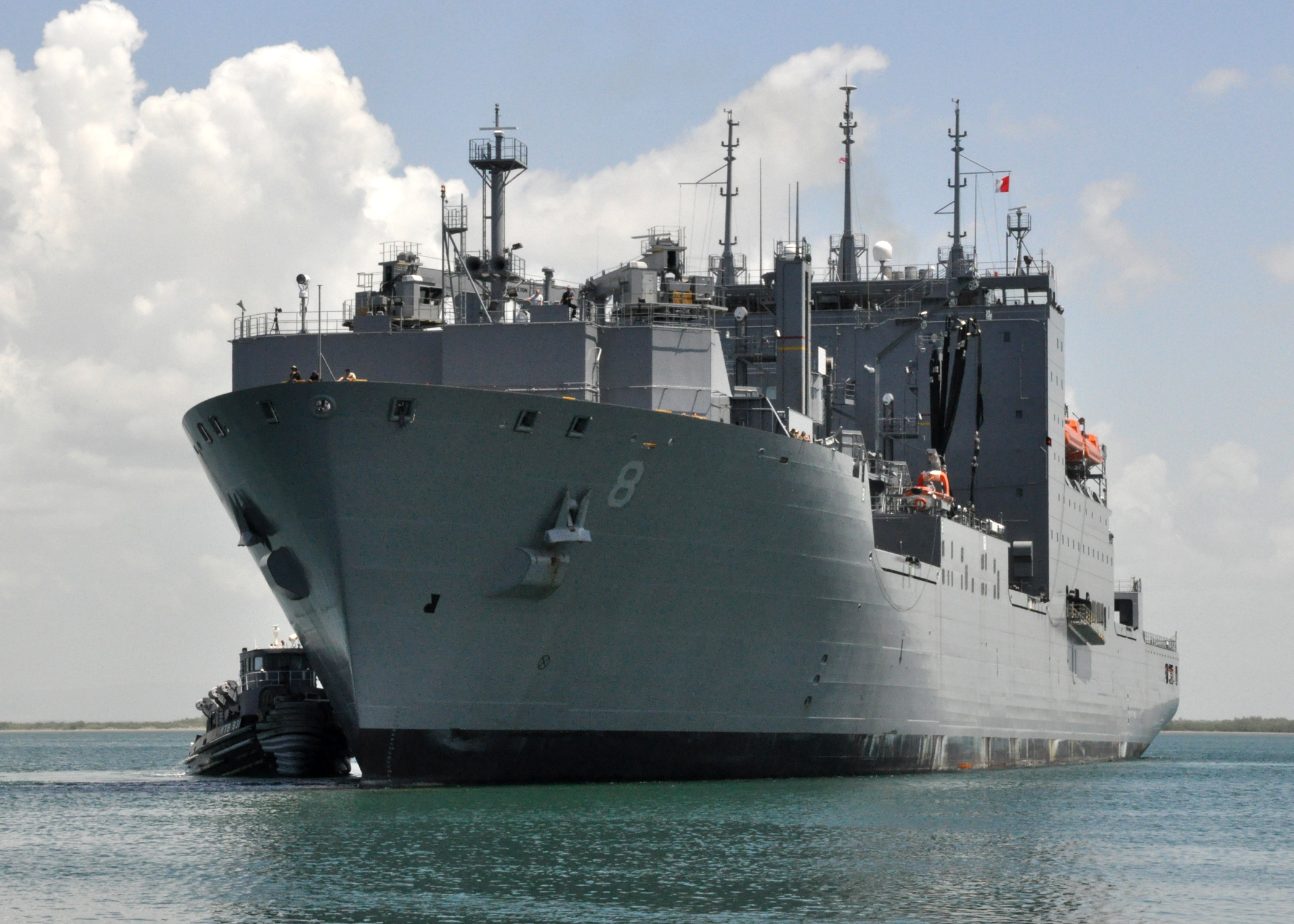
USNS Уоллі Ширра (Lewis and Clark -клас суховантаж) було названо на честь Ширри (2010)

Протягом військової кар'єри Ширра мав численні військові нагороди в тому числі три повітряні медалі та три медалі за відзнаку НАСА, включаючи одну посмертно. Перша медаль за визнану службу НАСА була за його політ «Меркурієм», а друга — за рейс «Джеміні-6». Він також був нагороджений медаллю НАСА за виняткову службу, медаллю американської кампанії, медаллю азіатсько-тихоокеанської кампанії, медаллю перемоги Другої світової війни, медаллю окупації ВМС із застібкою «АЗІЯ», медаллю китайської служби та корейською Медаль за службу. Крім того, він отримав декілька міжнародних нагород, включаючи нагороди Президента Кореї, Корейську медаль Організації Об'єднаних Націй та Корейську медаль за службу війни. Ширра також отримав нагороди цивільної авіації, премію AIAA (1963), трофей «Гармон» (1965), премію «Кітті Хоук» та нагороду «Золотий ключик».
Ширра був нагороджений Військово-морською медаллю за відзнаку за те, що він був командиром «Аполлона-7». Він також був нагороджений Поважним Летючим хрестом за супровід бомбардувальників B-29 під час Корейської війни, золотою зіркою для польоту Sigma 7 та другою золотою зіркою за політ на «Джеміні-6». Ширра, співробітник Товариства експериментальних льотчиків-випробувачів (SETP), отримав премію імені К. Кінчелое від товариства в 1963 році разом з іншими шістьма астронавтами «Меркурія». У 1962 році він був нагороджений трофеєм Роберта Дж. Кольєра разом із рештою «Меркурія-7». Нагорода, як правило, присуджувалася інженерам та винахідникам, але цього разу натомість нагороджували авіаторів.
Ширра був масоном 33-го ступеня і входив до складу Американського інституту аеронавтики та космонавтики, а також був членом Американського космонавтичного товариства. Ширра отримав почесний ступінь доктора наук у трьох коледжах та університетах: коледж Лафайєт (для астронавтичної інженерії), Університет Південної Каліфорнії та його alma mater — Інженерний коледж Ньюарка (для астронавтики). Ширра потрапив у кілька залів слави: Міжнародний Зал слави повітряного та космічного простору (1970), Міжнародний зал слави космічного простору (1981), Національний зал слави авіації (1986), Зал слави астронавтів США (1990), та Зал слави Нью-Джерсі. USNS Уоллі Ширра (T-AKE-8), Lewis and ClarkЛьюїса і Кларка суховантажне судно на ім'я Ширра, спущено на воду 8 березня 2009 р. Вулиця та парк названі на честь Ширри у Верхньому Дубліні, штат Пенсільванія, та Ораделлі, штат Нью-Джерсі. На честь Ширри названа початкова школа Уолтера М. Ширри в містечку Олд-Брідж, штат Нью-Джерсі.

## У кіно і на телебаченні
- Фільм «Правильні речі» (1983) — зіграв Ленс Генріксен[42].
- Мінісеріал HBO «Від землі до Місяця» (1998) — виконав Марк Хармон[43].
- Серія ABC «Клуб дружин космонавтів» (2015) — виконав Аарон МакКаскер[44].
- Дісней + / Міні-серіал National Geographic The Right Stuff (2020) — виконав Аарон Стейтон.